# Edmund Kirby Smith
Edmund Kirby Smith (St. Augustine, Florida, 1824. május 16. – Sewanee, Tennessee, 1893. március 28.) az Egyesült Államok szárazföldi hadseregének hivatásos tisztje volt, aki az Amerikai Konföderációs Államok hadseregében szolgált az amerikai polgárháború folyamán. Egyike volt a Konföderáció hét tábornagyának, mely rangot 1864-ben kapta meg.
Az első Bull Run-i csatában dandárparancsnokként vett részt és a harcban megsebesült. A Közép- és Keletfloridai adminisztratív körzet parancsnoka lett, majd felépülése után, 1861 októberében hadosztályparancsnoki beosztást és vezérőrnagyi kinevezést kapott az Észak-Virginiai hadseregnél. 1862 elején megkapta a Kelet-Tennessee adminisztratív körzet és annak hadseregének irányítását. Augusztusban Braxton Bragg altábornaggyal együtt részt vett a konföderációs Heartland hadjáratban, mely Kentucky visszaszerzését célozta. 
A visszavonulást követően kinevezték altábornaggyá és Bragg Tennessee hadseregének hadtestparancsnoka lett. 1863 januárjában kinevezték a Trans-Mississippi adminisztratív körzet parancsnokának. A Mississippintúli hadszíntér azonban nagyban elszigetelődött a Konföderáció többi területéről az uniós hadseregek és a flotta előrenyomulásával a Mississippi-völgyében. Területét 'Kirby Smithség' néven emlegették. A Red River hadjáratban 1864 tavaszán az irányítása alá tartozó Richard Taylor altábornagy legyőzte a Nathaniel P. Banks vezérőrnagy parancsnoksága alatt a mexikói határ felé előrenyomuló hadseregét. 1865. május 26-án a texasi Galvestonban letette a fegyvert és a fenyegető letartóztatás elől külföldre szökött. Felesége eszközölte ki hazatérését. A háború után Smith a távíró- és vasútiparban dolgozott és főiskolai professzor lett.

## Ifjúsága és az Egyesült Államok hadseregében való szolgálata
Edmund Kirby Smith 1824. május 24-én született a floridai St. Augustine-ban, Joseph Lee Smith és Frances Kirby Smith gyermekeként. Mindkét szülője a connecticuti Litchfieldből származott, ahol idősebb gyermekeik születtek. Jogász apja az brit–amerikai háborúban (1812) a hadsereg tisztjeként szolgált és csak 1821-ben szerelt le a hadseregtől, több évvel a háború vége után. 
Ugyanebben az évben a család a Spanyolországtól frissen megszerzett Floridába költözött és Joseph a Florida Territórium keleti körzete Legfelsőbb Bíróságának bírája lett. Apai nagyapja Elnathan Smith volt, a Hétéves háború és a Függetlenségi háború tisztje, apai nagyanyja pedig Isaac Lee ezredes lánya. Frances annak az Ephraim Kirbynek a lánya volt, aki tizennyolc évesen az Amerikai függetlenségi háború alatt belépett a Kontinentális hadseregbe és tizenkilenc ütközetben tizennyolcszor megsebesülve végül ezredesként szerelt le. Ephraim civilben jogász lett és barátja, Reynold Marvin Ruth nevű lányát feleségül véve három gyermeket nemzett, akik közül lánya, Frances Marvin Kirby nőül ment Joseph Lee Smith jogászhoz. Két fia, a jövendő Edmund Kirby Smith nagybácsikái, Edmund Kirby és Reynold Marvin Kirby névre hallgattak.
Edmund a család negyedik, legfiatalabb gyermeke volt, bátyja és két nővére után. Ephraim 1807-ben, Frances 1809-ben született, legifjabb nővére pedig Josephine névre hallgatott. Josephine 1835-ben valószínűleg tuberkulózisban meghalt. A családfő rengeteget utazott és ritkán látta gyermekeit. A gyermekek katolikus nevelést kaptak, Edmund pedig egész életében mélyen hívő ember lett. Edmundot szülei 1836-ban egy virginiai bentlakásos katonai iskolába küldték Alexandriában. Frances nővére 1837-ben hozzáment Lucien Bonaparte Webster hadnagyhoz. Webster segítette tanulmányaiban, felkészülésében a fiatal Edmundot, aki annak dacára, hogy rövidlátóként egész életében szemüveget kellett viselnie, katonai ambíciókat táplált. 1838-ban korábbi hobbija az ásványtan mellé későbbi hivatását, a növénytant is felvette tanulmányai közé.

### A West Pointon végzett tanulmányok

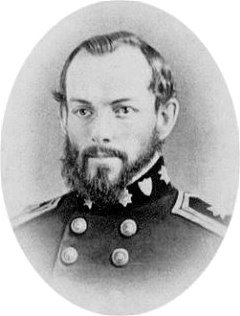
Edmund Kirby Smith, az Egyesült Államok tisztje.

Edmund nevét hosszú ideig Edmund K. Smithként jegyezte, míg bátyja Ephraim Kirby Smithként volt ismert. 1841. július 1-jén E. K. Smith néven felvették a West Point katonai akadémiára. A diákoktól a Szeminol becenevet nyerte, floridai származása miatt. Évfolyamtársa volt többek között Charles P. Stone, Fitz John Porter John P. Hatch és Delos B. Sacket. Az akadémián barátságot kötött George W. Morgannel és szobatársával, William F. Smith-szel, akit már kadétkorában elneveztek Kopasz Smith-nek. Gustavus W. Smith a mérnöki tudományok tanársegédje volt, A. P. Stewart a matematikaprofesszor segédje volt, Horatio G. Wright pedig a francia nyelv professzorának segédje. Joseph Hooker Webster ezredének hadnagya volt és 1841-ben a West Point adjutánsa lett, így néha Webster feleségének ajándékait továbbította Edmundnak.
A West Point tanulmányai híresen nehezek voltak, a kadétok többsége általában nem tudta elvégezni a négy évfolyamot. Edmund depresszióval és megbetegedésekkel küzdött és többször is a feladás határára került. Csak szüleire való tekintettel tartott ki. Edmund a karrierváltoztatás gondolatával foglalkozott, mert elhivatottságot érzett rá, hogy határvidéki misszionáriusként hirdesse az igét. Tanulmányi eredménye a 41 kadétból a 25. helyre minősítette. A katonai beosztást azonban először megtagadták tőle, mert látását olyan gyengének ítélték, hogy az alapján szolgálatra alkalmatlanná vált.
Edmund kitartó küzdelmet folytatott beosztásáért, melynek nyomán 1845. július 1-jén címzetes hadnagyi rangot kapott, saját kérésére a gyalogság 5. ezredében. Az ezred először Detroitban, majd a texasi Corpus Christiben állomásozott és a feszült amerikai-mexikói viszony miatt a háborúra készült. Az 5. gyalogezredben szolgált bátyja, Ephraim Kirby Smith is, aki 1826-ban végzett a West Pointon és a reguláris hadsereg századosaként egyaránt részt vett Taylor és Scott mexikói hadjárataiban.

### A mexikói háború
A mexikói–amerikai háború hivatalos kitörése, vagyis a hadüzenet elküldése előtt Smith Zachary Taylor tábornok parancsnoksága alatt részt vett a Palo Altó-i ütközetben. A visszavonuló mexikói hadsereget ismét megverték a Resaca de la Palma-i ütközetben. Nagybácsikája, Edmund Kirby ezredes Taylor tábornok törzsének tagja volt. 1846. augusztus 22-én tényleges hadnagyi rangra emelkedett, és áthelyezték a 7. gyalogezred kötelékébe, Winfield Scott parancsnoksága alá. Ezután 1846. szeptember 21–24-e között a Monterreyi ütközetben három napos kemény harcokban bevették a várost. 1847. január 5-én már Ciudad Victoriába értek. Ezután kb. hat hónapot Monterreyben töltött, egy részét valamely trópusi betegségben szenvedve. Don Jesus Prieto, a mexikói parlament volt elnöke, jogász és a Nuevo Leon-i körzet elöljárójának házában ápolták. Kirby Smith nagy megbecsüléssel ír vendéglátójáról és családjáról, akik kedvességgel és törődéssel vették körül. A spanyol nyelvet kissé elsajátítva sok barátra tett szert Monterrey-ben.
Betegségéből felépülve visszatért Ciudad Victoriába, ahol a szegénységről és a pusztulásról szólnak levelei. A lakosság a spanyol uralomra mint boldog békeidőkre emlékezett és az indiánok támadásától félt. Ezredét nyugatra, Santa Barbarába készültek vezényelni, az ország belsejébe. Winfield Scott azonban másként döntött és a partvidékről Veracruz alá hajózta az ezredet és a várost rohammal bevette. Kirby Smith 1847. április 3-án írt leveléből kiderül, hogy bár a haditettet dicsőnek ér kiválónak érezte, de a San Juan de Ulua erőd bevétele idején leadott és elszenvedett tüzérségi csapások megrendítették. Szavai szerint „Imádkozom istenhez, hogy ne kelljen többé bombázást látnom” és remélte, hogy a buena vistai és veracruzi vereségek meggyőzték Mexikót, hogy  fel kell adnia a harcot. Nem így történt.
Kirby Smith Twiggs dandárjában a hadsereg bal szárnyán folyamatos elővédharcokat vívott a visszavonuló mexikói hadsereggel. Bátyja, Ephraim hazaírt leveléből tudjuk, hogy míg ő maga nem vett részt a Cerro Gordói ütközetben, Edmund betegen is a csatasorba állt és vitézen küzdött. Idézi a 7. gyalogezred tisztjének, Plympton alezredesnek a jelentését, aki szerint Kirby-Smith az első tisztek egyike volt, aki a mexikóik sáncokat elérte az április 18-án a Telegraph Heights ellen indított roham során. Pár nappal az ütközet után előléptették címzetes főhadnaggyá és Plan del Rióba vezényelték a sebesültek hazavitelének kíséretére. Ephraim 1847. szeptember 8-án a Molino del Rey-i ütközetben a betegség miatt harcképtelenné vált Charles Ferguson Smith zászlóalját vezette, mikor egy golyó eltalálta bal szemét és a lövedék a bal fülén távozott. A súlyos de nem föltétlenül halálos sebesüléstől találva eszméletét vesztette és olyan szerencsétlenül zuhant a földre, hogy arca jobb fele is összezúzódott és pár nappal később a sebészi beavatkozás ellenére elhunyt. Edmund a halála után kezdte magát is Kirby Smithként megnevezni, talán bátyja iránti tiszteletét kimutatva.
A hazaküldött levelek elapadtak, részben talán a gyász, részben a meghosszabbodó utánpótlási vonalak túlterheltség miatt. A fegyverszünet és a béke megkötése után nagybácsikája, Kirby ezredes leveléből tudjuk, hogy a Kongresszus elé terjesztett előléptetések között volt Edmund főhadnagyi rangja és hogy Kirby ezredes Edmund keresztapjával, Twiggs tábornokkal karöltve a címzetes századosi előléptetését szorgalmazták. Az erőfeszítések sikerre vezettek, Edmund végül címzetes századosi rangot kapott  a Contrerasi ütközetben és a Churubuscói ütközetben tanúsított kiváló szolgálatáért.

### A vadnyugati határvidéken
A háború után ezredével visszatért a missouri-i St. Louis közelében fekvő Jefferson kaszárnyba. Édesapja már a háború előkészítő szakasza alatt elhalálozott és Edmund még Mexico City felé való menetelés közben írt a hagyaték gondnokának, hogy egy éven belül szeretné a házat tehermentessé tenni és a birtok minden jövedelmét édesanyja részére biztosítani. Edmund a kaszárnyaéletet lehangolóan unalmasnak és egészségtelennek találta, még ha William W. Loring ezredes parancsnokságával elégedett is volt. 1849 nyarán kolerajárvány tombolt St. Louisban és környékén, napi 400 áldozatot szedve. A lakosság menekült és Edmund a West Pointra kívánkozott, hogy tanulmányait folytathassa arra az esetre, ha leszerelne a hadseregtől. New Yorkba utazása közben, a New York állambeli Syracuse városában is megállt, bátyja családjánál, mely nagy megbecsüléssel fogadta őt.
1849-től 1852-ig West Point-i instruktorként matematikát tanított és édesanyjának írt levelei tanúsága szerint elégedett volt megbízatásával, bár tanári feladata mellett gyakorlatilag semmi ideje nem maradt saját maga képzésére. A nyarakat édesanyjánál, St. Augustine-ban töltötte. Ekkoriban megint foglalkoztatta, hogy az egyház szolgálatába lép, de mérlegelését félbeszakítva 1852-ben újra aktív szolgálatba vezényelték a Texasban állomásozó 7. gyalogezrednél. Edmund nem volt elkeseredett, hanem megbékélt a gondolattal, hogy ismét aktív katonai életet fog élni és leszámolt magában a tudományos és egyházi hivatással. Texasból írt leveleiben sokat panaszkodott a kaotikus közállapotokra és hosszú tájleírásokkal kínált betekintést édesanyjának a határvidék életébe. 1854 januárjában maga is megbetegedett a sárgalázjárványban, amelyben Frances nővére férje, Webster ezredes és a helyőrség minden ötödik embere meghalt. Felépülése után hosszú ideig nem nyerte vissza erejét.
Más tisztekhez hasonlóan tudományos munkát is végzett; botanikai megfigyeléseket végzett és növényeket gyűjtött, különös érdeklődést mutatva a gombák és zuzmók iránt. A West Pointon tartott gyűjteménye egyes darabjait a Smithsonian Intézetnek adományozta. William H. Emory őrnagy parancsnoksága alatt 1854-ben részt vett az Amerikai-Mexikói Határfelmérő Bizottság tanulmányában. Az bizottság expedíciójának kíséretében írt növénytani cikkeit a Smithsonian Intézet 1855-ben publikálta.
1855. március 3-án előléptették tényleges századossá és a hadügyminiszter, Jefferson Davis által különös gonddal, újonnan megalakított 2. lovasezredhez helyezték. Az ezred tisztjeit Davis válogatta össze, ezért a 2. lovasezred, mint „Davis saját ezrede” vonult be a köztudatba. Az ezredben szolgáló 51 tisztből 31 déli volt, 24-en beléptek a Konföderáció hadseregébe és tizenketten tábornoki rangra emelkedtek. Ezredparancsnoka Albert Sidney Johnston ezredes lett, bácsikája, Edmund Kirby egykori évfolyamtársa. Kirby Smith mind őt, mind zászlóaljparancsnokait, William J. Hardee őrnagyot és Robert E. Lee alezredest, valamint George H. Thomas őrnagyot nagyra értékelte. A 2. lovasezreddel számos indián hadjáratban vett részt. A Wichita Expedíción Earl Van Dorn volt a parancsnoka és a komancsok elleni küzdelemben 1859. május 13-án lábán könnyebb sérülést szenvedett a texasi Nescutunga völgyben, mikor a bozótosban való előretörés közben egy indián közelről átlőtte a combját. A rajtaütés teljes győzelemmel ért véget, a hússeb pedig pár héten belül tökéletesen behegedt. 1859 karácsonyát már a texasi Fort Colorado helyőrségében töltötte. Itt sokat vadászott, melyet egyetlen időtöltésének tartott és az egyhangúság miatt újra feltámadt benne a papi hivatás iránt érzett vágya. Nyugat-Texasban ekkor már a korábbiaknál jóval rendezettebb állapotokat talált.
Az 1850-es évek közepétől fogva állandó kísérője lett az Aleckként emlegetett Alexander H. Darnes, aki családja mulatt rabszolgája volt és inasként szolgálta a felszabadításig. Edmund saját levelei mellett hazaküldte Aleck saját édesanyjának, Violet Pinkney-nek írt leveleit is. Edmund 1859-ben abban a szellemben írt haza, hogy valószínűleg agglegényként éli le életét és így bátran támogathatja a család öreg rabszolgáit, pl. Violetet és Peg „nagynénit” akiknek tervbe vett eladása helyett azt kínálta fel, hogy megvásárolja, így biztosítva a gondtalan öregséget. 1860 novemberében Edmund azt írta édesanyjának: „Intézd el, hogy Peg írjon Alecknek, vagy írj egy pár sort magad a nevében és mesélj valamit az anyjáról. Már majdnem ott tartok, hogy Lincolnra szavazok, mikor családokat szétválni látok és a gyermekek ennyire elszakadnak szüleiktől. Peggyről szólva nem szabad, hogy elhagyja a családot. Majd szeretném megvásárolni, ha lehetséges. Nagy megelégedésemre szolgálna, ha itt lehetne. Aleck jó fiú, igyekvő a szolgálatban és azt gondolom, hogy elkötelezett irántam. Először hanyag volt, de nagyon sokat fejlődött. Most már pontosan emlékszik a feladataira, és úgy hiszem, őszinte és igaz.” E megjegyzésen kívül Edmund egyáltalán nem látszott törődni a politikával és az egyre élesedő diskurzussal.

## Az amerikai polgárháborúban

### A keleti hadszíntéren
1861 elején Kirby Smith a Coleman közelében fekvő Camp Colorado parancsnoka volt. Hazája, Florida már 1861. január 10-én kinyilvánította elszakadását az Amerikai Egyesült Államoktól. 1861. január 31-én Smith-t előléptették őrnaggyá és a déli tisztek leszerelése következtében ezrede rangidős őrnagya lett. Pár héten belül várható volt, hogy alezredessé fogják előléptetni. Február 1-én a texasi konvenció is megszavazta az elszakadást. Benjamin McCulloch alezredes a texasi állami milícia nevében követelte, hogy a szövetségi haderő adja át a helyőrséget az állami milíciának. Február 22-én Camp Colorado elé vonult és követelte a szövetségi katonák fegyverletételét. Kirby Smith elutasította a megadást és harcot helyezett kilátásba, ha a milícia erőszakot alkalmaz, melyre végül nem került sor. 1861. március 3-án, miután úgy érezte, hogy Lincoln elnyomó politikáját képtelen és nem akarja szolgálni, benyújtotta leszerelési kérelmét a hadügyminisztériumnak, amit egy hónappal később, április 6-án léptettek érvénybe.
Március 16-án őrnagyi rangban belépett a Konföderációs hadseregbe, ahol a tüzérség fegyvernemébe került, de még ugyanaznap alezredesi rangot kapott és átkerült a lovassághoz. A. H. Noll szerint rövid hazalátogatás után St. Augustine-ból a konföderációs fővárosba, Montgomerybe utazott. Első parancsa szerint a New Orleanst védő erődök parancsnokságát kellett volna átvennie, de mielőtt odaérhetett volna, a parancsot visszavonták és Earl Van Dorn lovassági ezredébe került, Texasba. A Texas védelméről szóló jelentése megírása után Leroy Pope Walker hadügyminiszter Virginiába vezényeltette, hogy részt vehessen „Washington City elfoglalásában”. Parancsa szerint Lynchburgbe kellett mennie csapatokat toborozni és szervezni. A lynchburgi ellátóközponton áthaladó ezredek egymás után indultak észak-virginiai összpontosítási körzetükbe. 1861 májusában Kirby Smith több levelében is azt említi, hogy nem szeretné, ha Robert E. Lee vezetné a virginiai hadsereget, hanem Joseph E. Johnston, vagy Beauregard kinevezését remélte. Lee-t nyilván sajtóértesülései alapján körülményeskedőnek ítélte.
Rövid ideig Johnston főszárnysegédje volt a Shenandoah hadseregben, A Shenandoah-hadsereg ellen északi irányból a Patterson-féle hadsereg vonult fel, soraiban Kirby Smith egykori alakulatával, a 2. lovasezreddel, George H. Thomas ezredessel az élén. Június 17-én Kirby Smith-t előléptették dandártábornokká és a 4. dandár parancsnoka lett. Johnston és Barnard E. Bee után a harmadik a rangidősségi sorrendben, ami azt vonta maga után, hogy alá tartozott a Shenandoah hadsereg  Bartow és Elzey ezredesek dandárja alkotta szárnya. Július 21-én a Shenandoah hadsereg segítségére sietett a harcban álló P. G. T. Beauregard konföderációs Potomac hadseregének, s megvívta a háború első nagyobb ütközetét, a Bull Run-i csatát. Kirby Smith a harc zaját hallva leszállította az elöl utazó Elzey dandárt a vonatról és a küzdelem helyszíne felé sietett. Johnstonnál való jelentkezése után azt a parancsot kapta, hogy várjon, de emberei izgatottságát látva engedélyt kért, hogy a szorongatott konföderációs balszárny segítségére siessen. Johnston megadta az engedélyt, Kirby Smith pedig nem sokkal később harcba bocsátkozott, melyben súlyosan megsebesült a nyakán és vállán. Az időben jött segítségért őt is és a helyébe lépő Elzey-t is a „Manassas Blücherje” néven kezdték emlegetni.
Felépülése ideje alatt a Közép- és Kelet-Floridai adminisztratív körzetet vezette és megismerte a lynchburgi Caroline Seldent, akit Cassie-nek becéztek és rövidesen elvett feleségül. Öt fiuk és hat leányuk született a későbbiek folyamán. Október 11-én tért vissza aktív szolgálatba és vezérőrnaggyá léptették elő. Október 22-én a 4. hadosztály parancsnoka lett az Észak-Virginiai Hadseregnél. 1861-62 telét a Potomac folyó mellett állomásozva töltötte, elnyújtott várakozásban, hogy a szövetségi erők mikor indulnak meg újra.

### A nyugati hadszíntéren

#### A helyzet megszilárdítása

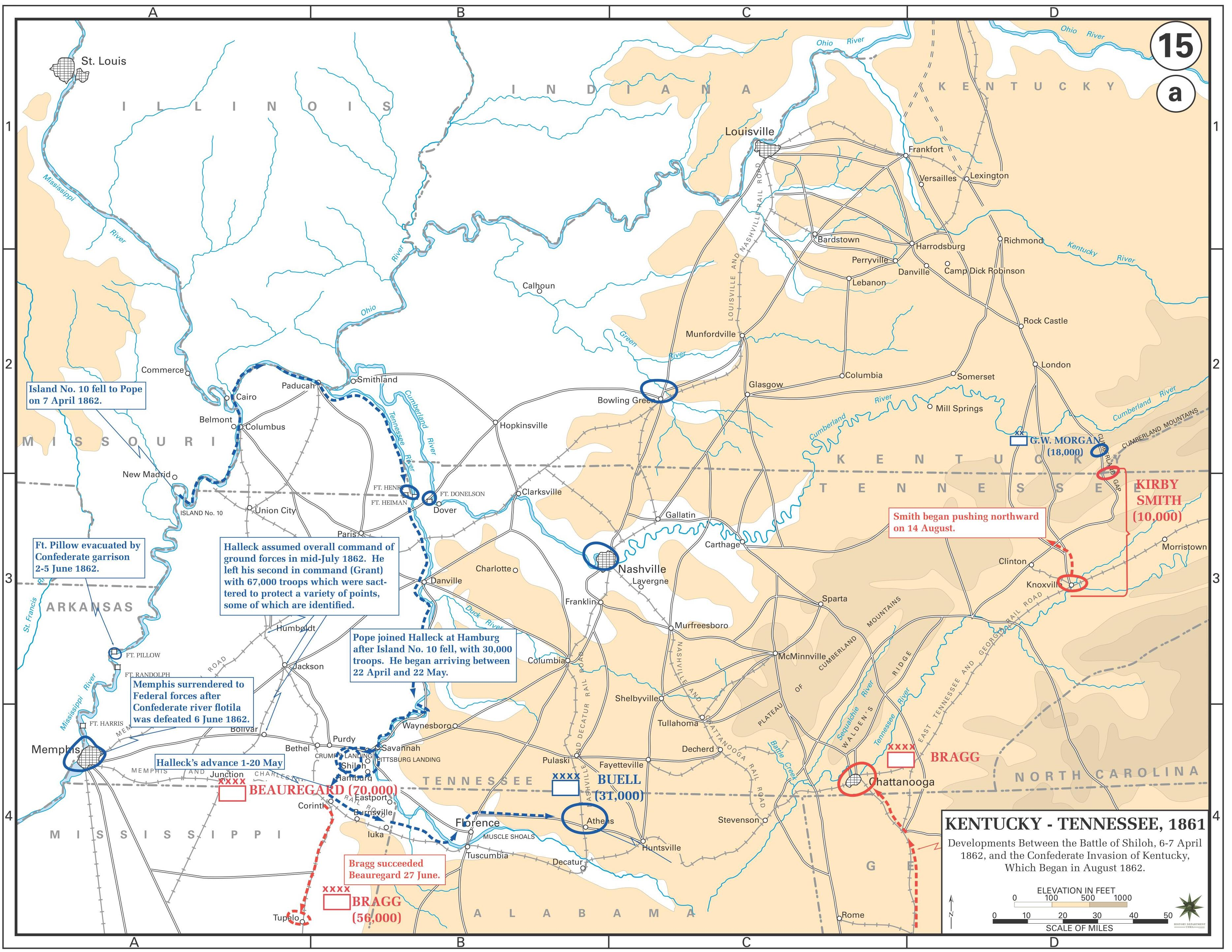
A nyugati hadszíntér műveletei 1862 áprilisa és augusztusa között.

1862. február 25-én kinevezték a Kelet-Tennessee, Észak-Georgia és Északnyugat-Karolina adminisztratív körzet parancsnokának, melynek infrastruktúráját a Kelet-Tennessee hadsereg kb. 5000 főnyi, fegyelmezetlen, részegységekre bomlott katonai ereje védelmezte az uniós betörésektől. Kirby Smith dezintegrálódott állapotban találta a rábízott körzetet, általános összevisszaságban, ráadásul Kelet-Tennesse-ben az északi elkötelezettségű lakosság utálta a megszálló konföderációsokat az irreguláris lovasság túlkapásai miatt. A rendbetétel hónapokig lefoglalta, Davis elnök kívánságával egybehangzóan Kirby Smith azonnal hadiállapotot hirdetett ki, különös szigorral sújtva a szeszesital árusítását. A lakosságot terrorizáló lovasságot feloszlatta, vagy fegyelmezett parancsnokok vezetése alá helyezte és az unióval szimpatizáló lakosságot megvédte a túlkapásoktól, így az ellenállás csökkent.
A körzet két fontos védelmi pontja a Cumberland-hágó és Chattanooga volt. Előbbit az uniós oldalon harcoló west pointi barátja, George W. Morgan dandártábornok csapatai fenyegették, de a konföderációs erődítményeket túl erősnek találták. Morgan azt indítványozta Don Carlos Buell vezérőrnagynak, hogy egy Chattanooga elleni támadással vonják el a rést védő Carter L. Stevenson dandártábornok csapatait. Ennek megfelelően James S. Negley dandártábornok június 7-én demonstrációba kezdett Chattanooga ellen. Erre reagálva június 8-án Kirby Smith visszavonta Carter csapatait a városba és az amúgy is észak-alabamai felkelők gerillatámadásaitól fenyegetett Negley visszafordult a Tennessee-folyó túlpartjáról. Az érkező erősítésekből kb. 20 000 főre növekedett a Kelet-Tennessee hadsereg létszáma és a helyzet megszilárdult, de az uniós Morgan elfoglalta a Cumberland-hágót, így június 20-án Carter a Clinch-folyó mentén foglalt új állást. Kirby Smith John Hunt Morgan kb. 1000 lovasát Kentuckyba küldte szabotázsakciók végrehajtására és a hadtápvonalak támadására. Morgan portyája lényegében nem találkozott ellenállással és sikert sikerre halmozott, mely hozzájárult, hogy Kirby Smith levélben javasolja a Shiloh-i csata és Corinth ostroma után visszavonuló Mississippi hadsereg új parancsnokának, Braxton Bragg vezérőrnagynak az ellátóbázis áthelyezését Chattanoogába.
Mikor Bragg vasúton megérkezett, július 31-én egy éjszakába nyúló megbeszélésen megegyeztek, hogy Kirby Smith visszafoglalja a Cumberland-rést, mellyel biztonságba helyezi a rábízott adminisztratív körzetet, s ezalatt megérkezik Chattanoogába Bragg vasúton nem szállítható tüzérsége. Ezután közösen betörnek Tennessee-be, megverik Buell hadseregét és elfoglalják az óriási készleteket raktározó Nashville-t. Ezután pedig ismét közösen Kentucky visszafoglalására indulnak. Kirby Smith ezután Knoxville-be tette át székhelyét.

#### A Heartland-offenzíva

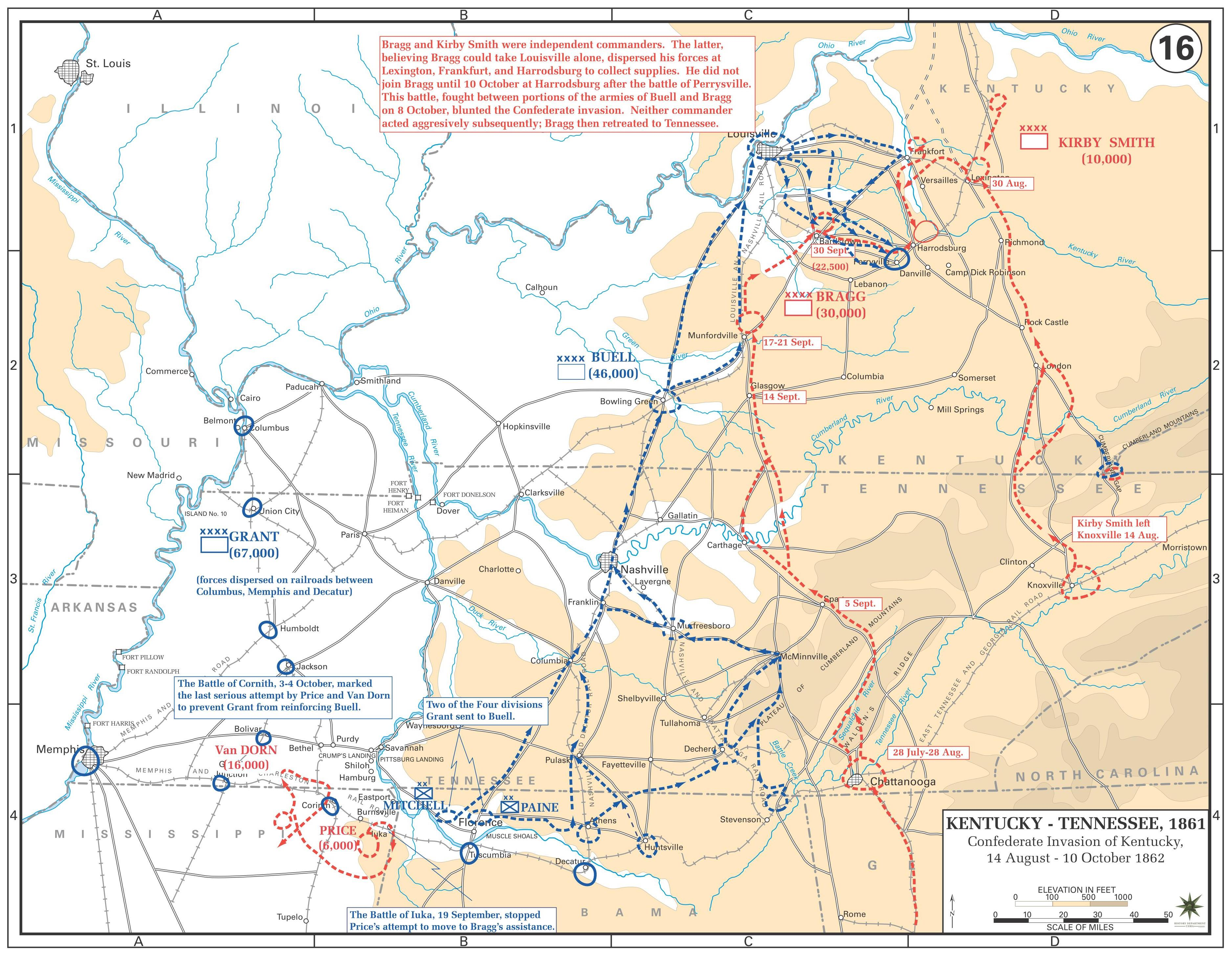
A Heartland-offenzíva és a nyugati hadszíntér műveletei 1862 augusztusa és októbere között.

Kirby Smith augusztus 9-én levélben értesítette Bragget, hogy a Cumberland-hágó elfoglalását ő úgy értelmezi, hogy elfoglalja az egész mögötte fekvő Blue Grass régiót Lexingtonnal bezárólag. Ez azt jelentette, hogy Közép-Tennessee elleni műveletet Braggnek egyedül kell véghezvinni, akinek Buell hadseregének megveréséhez egyedül nem volt ereje. Augusztus 13-án Kirby Smith Kentucky hadsereg névre keresztelt 10 000 fős egysége útnak indult a Rogers'- és a Big Creek-hágókon keresztül a Cumberland-hágót elzáró Morgan mögé kerülni. Augusztus 18-án elfoglalták Barboursville-t a Cumberland-folyó mentén, elvágva az északiak hadtápvonalat. Stevenson hadosztálya eközben délről fenyegette a hágót. Az uniós csapatokat vezető George W. Morgan, aki alkalmanként szerét ejtette, hogy ajándékokat küldjön barátjának a frontvonalon keresztül, makacsul nem volt hajlandó visszavonulni a Cumberland-hágó alól, mivel John Hunt Morgan tevékenykedése óta amúgy sem létezett működő hadtápvonala és rekvirálásból látta el csapatait. Ez nem kis dilemmát okozott, mert a Cumberland-hegység túloldalán Kirby Smithnek sem volt működő utánpótlási vonala és azt remélte, hogy a Cumberland-hágón keresztül majd lesz. Augusztus 21-én azt írta Davis elnöknek: „Mindössze két választásom maradt, vagy visszavonulok Kelet-Tennessee-be utánpótlásért, vagy Lexington felé támadok a megszerzése érdekében. Habozás nélkül, a leghatározottabban az utóbbi útvonalat választom, kockázatossága ellenére.”
A megerődített uniós állások ostroma helyett tehát északra vette az irányt és Humphrey Marshall dandártábornok Nyugat-Virginiából jövő 6000 katonáját is ide irányította. 1862. augusztus 29-30-án kb. 6-7000 katonájával megtámadta William Nelson vezérőrnagy hasonló méretű erejét a Richmondi ütközetben. Nelson Buelltől kapott visszavonulási parancsát nem sikerült időben eljuttatni a harctérre. Kirby Smith veteránjainak rohama elsöpörte az ellenállást és megsemmisítő vereséget mért Nelson tapasztalatlan katonáira. A milícia kb. kétharmadát megadásra kényszerítette, 10 000 kézifegyvert és kilenc ágyút zsákmányolva. Foglyul ejtették Nelsont és Mahlon D. Manson dandártábornokot is, ám a sebesült Nelson éjszaka megszökött. A fogoly közkatonákat pár nap múlva kegyelemben részesítve eleresztették.

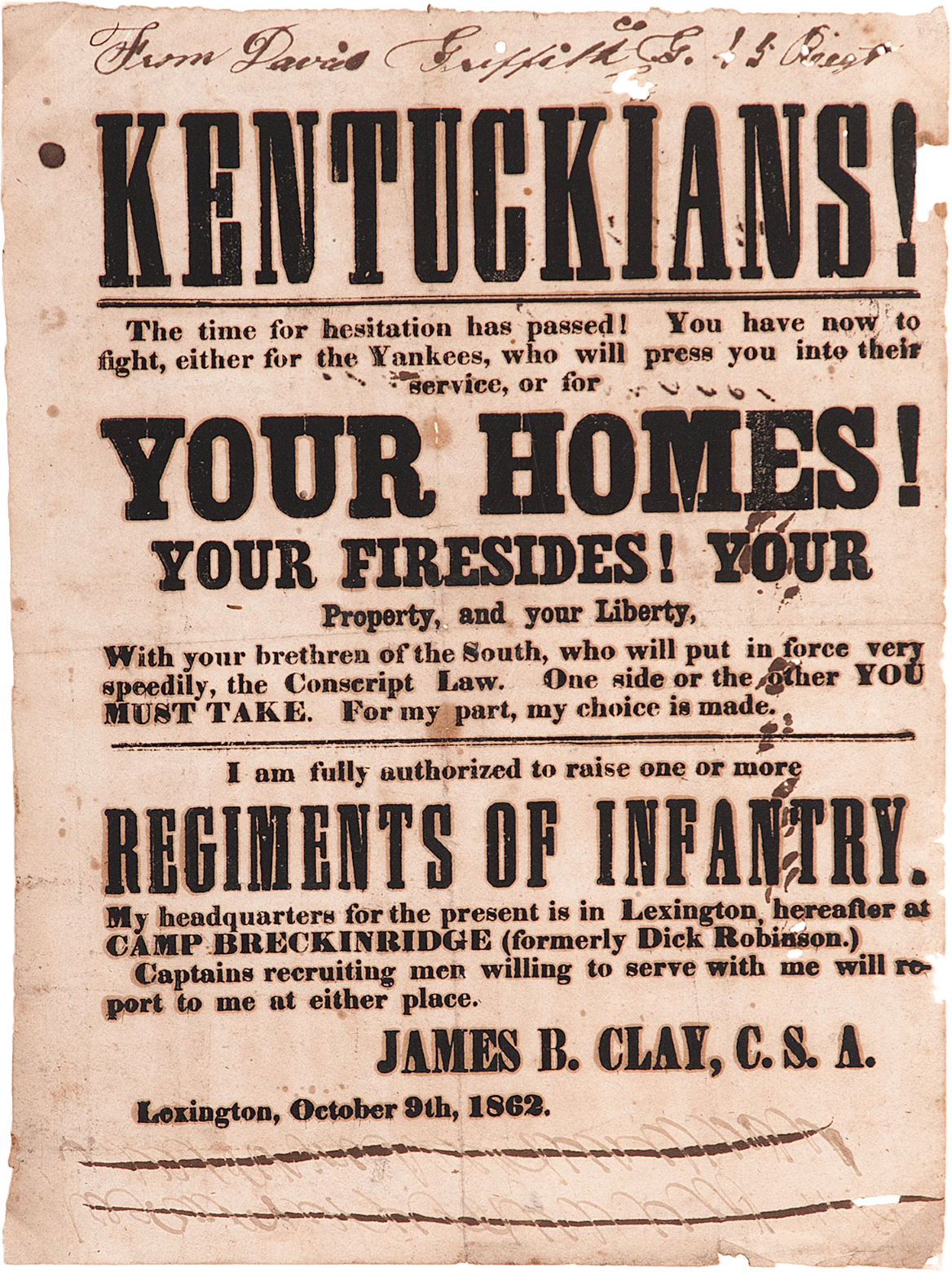
James B. Clay visszhangtalanul maradó toborzóplakátja. Az 1862. szeptember 22-én kiadott Emancipációs Nyilatkozat ígéretének hatására Kentucky lakossága kivárt és nem fogott fegyvert a Konföderáció mellett. Ez nagyban hozzájárult, hogy Bragg lemondott Kentucky visszafoglalásáról.

A vereség hírére Kentuckyban és a védtelenül maradt Ohióban óriási uniós pánik bontakozott ki. Napok alatt több tízezer ohiói milicistát vontak össze Cincinnati védelmére, akik harcképessége azonban kétséges volt. Kirby Smith azonban kénytelen volt élelem felkutatására küldeni csapatait, kiéhezett katonái ellátása érdekében. Szeptember 2-án elfoglalták Lexingtont, és szeptember 3-án az állam fővárosát, Frankfortot de Louisville és Cincinnati elfoglalásához már nem maradt erő. Különösen úgy nem, hogy George W. Morgan ekkor még mindig tartotta a Cumberland-hágót és sorozatos rajtaütéseket hajtott végre a vidék konföderációs pontjain abban a hiszemben, hogy Kirby Smith csapatai Kentuckyban fel fognak morzsolódni. Kirby Smith igyekezett Kelet-Kentuckyt megszállni, csapatokat toborozni és a közigazgatást megszervezni, miközben Bragg határozatlanul észak felé mozgó csapatainak érkezésére várt. A végsőkig kitartó Morgan szeptember 17-én ürítette ki a Cumberland-hágó állásait és John Hunt Morgan lovasainak támadásai közepette felkopott állú katonáival északkelet felé sikeresen kimenekült a kutyaszorítóból. Kirby Smith a későn, szeptember 24-én megkapott hírnek tulajdonította, hogy nem próbálta megakadályozni Morgant a menekülésben; a szorongatását parancsba kapó Stevenson Manchester elérése után nem üldözte tovább.
Bragg szeptember 17-i munfordville-i győzelme után Kirby Smith hűen követte utasításait, de arra nem kapott parancsot, hogy erőit koncentrálva Bragg segítségére siessen a Louisville&Nashville vasútvonal megtartása érdekében. Bragg ehelyett Frankfortba indult Richard Hawes kormányzó beiktatására, mellyel átengedte Buellt Louisville-be és október 3-án Kirby Smith-t is Frankfortban való gyülekezésre utasította. Kirby Smith figyelmeztette, hogy a Louisville felé biztosító hadosztálya jelentése szerint Buell 20 000 újonccal megerősített hadserege délkelet felé elhagyta Louisville-t és Frankfort felé közeledik, ami azonnali koncentrációt igényelne. Bragg ezt elutasította. Kirby Smith Simon B. Buckner közvetítésével újra megpróbálta meggyőzni Bragget az összevonás elrendeléséről és a Buellel való harcról, de ismét sikertelenül.
Október 8-án Bragg és Buell vezérőrnagy részegységei között kitört egy egyikük által sem tervezett ütközet Perryville-nél, mely döntetlenül végződött. Kirby Smith immár kb. 30 000 katonája teljes tétlenségre kárhoztatva részt sem vett a harcban. A harc híre csak másnap jutott el hozzá, Bragg azon parancsával, hogy Harrodsburgnél csatlakozzon hozzá. Kirby Smith október 10-én jelentkezett nála Harrodsburgben és sürgette, hogy vegyék fel a küzdelmet Buellel. Bragg először elrendelte, hogy foglaljanak állást, majd este megkezdte az általános visszavonulást. Kirby Smith-t október 9-ére datálva előléptették altábornaggyá, a Kentucky Hadsereg egyesült a Tennessee Hadsereggel, melynél hadtestparancsnoki beosztásba helyezték. Október 26-án a visszavonuló konföderációs csapatok elérték a Cumberland-rést. Kirby Smith altábornagyi rangját és beosztását csak habozva fogadta el, mert a Heartland-hadjárat fölötti csalódása és Braggel való elégedetlensége miatt a lemondást és a minisztériumban való munkavállalást fontolgatta. Jefferson Davis nem tudta áthelyezési kérelmét engedélyezni, ezért visszatért a Tennessee Hadsereghez.

### A Mississippintúli adminisztrációs hivatal

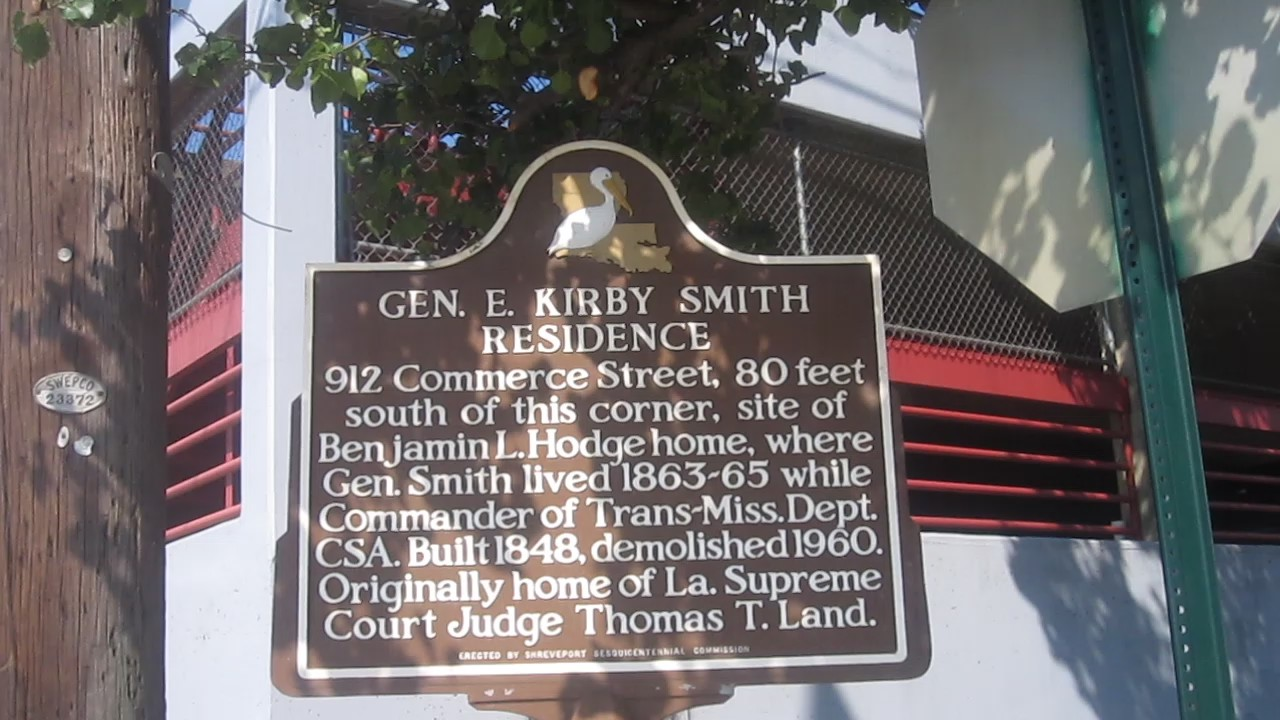
Kirby Smith székhelye Shreveportban a Red River hadjárat idején, 1864-ben.

#### A parancsnokság átvétele
1862 decemberében és januárjában súlyos csapások érték az Arkansas államot védelmező konföderációs csapatokat. Először Thomas C. Hindman vezérőrnagy szenvedett vereséget a Prairie Grove-i ütközetben és a hosszú visszavonulás alatt hadserege szinte teljesen szétzüllött. 1863. január 11-én pedig Fort Hindman kapitulált az óriási túlerő előtt. A richmondi kormánynak tennie kellett valamit, mert a nagyothalló, bürokrataként tehetségtelen és katonailag inkompetens Theophilus H. Holmes hibái miatt Arkansas az összeomlás szélére került. 1863. január 14-én Lee ajánlása alapján Kirby Smith-t az elnök Richmondba kérette és a Nyugat-Louisiana és Texas körzet irányítására kérte fel.
Kirby Smith-t nem vonzotta a csendesnek és eseménytelennek ígérkező hivatal, s azt kérdezte: „Hát száműzetésbe kerülök?” Útközben azonban új parancsot kapott, hogy a teljes Mississippintúli adminisztratív hivatal irányítását kell átvennie a pesszimista jelentéseket küldő és Vicksburgnek segítséget ígérni nem képes Holmestól. Kirby Smith 1863. február 9-én váltotta fel Holmest, és felkérte az Arkansas körzet vezetésére. A háború hátralevő részét a Mississippitől nyugatra eső országrészben töltötte, s megérkezése után bejárta Arkansas-t, meglátogatta a Ouachita megyei Camdent és a Pulaski megyében levő állami fővárost, Little Rockot is. Holmes regnálása alatt Little Rockban volt a Mississippintúli adminisztratív körzet központja, de Smith áthelyezte azt a központibb fekvésű Shreveportba.
1862-63 folyamán Ulysses S. Grant vezérőrnagy csapatai előrenyomultak a Mississippi folyam mentén, ezért Smith azt a feladatot kapta, hogy segítsen a nekik való ellenállásban. Parancsai szerint Smith-nek a Mississippi alsó folyásának védelmére kellett koncentrálnia, hogy a túlparton levő vicksburgi és a port hudsoni erődítmények védelmét támogassa. Csakhogy a mississippintúli országrész védelme szinte teljes egészében megoldatlan volt; a rábízott hatalmas területen sohasem rendelkezett 30 000-nél több fegyveressel és ennek az erőnek a koncentrálását sem tudta megoldani. Így Grant csapataival és a folyamot egyre jobban ellenőrzése alá vonó uniós haditengerészettel szemben nem tudtak támadást kezdeményezni.

#### Vicksburg és Helena
Az irányítása alatti első katonai műveletet a mississippintúli csapatok a Vicksburgi hadjárat során vezették. Egy texasi gyaloghadosztály Little Rockból a louisianai Monroe-ba lett vezényelve, hogy a Mississippi nyugati partján folyó műveletekben részt vegyen. 1863. július 4-én a Holmes parancsnoksága alatt működő hadsereg Smith engedélyével megtámadta a Phillips megyei Helena megerődített városát. A cél a szövetségi erők Vicksburg alól való elvonása lett volna, de Vicksburg még aznap letette a fegyvert és a támadás is kudarcba fulladt.
A katonai műveletek összehangolása mellett meg kellett Kirby Smithnek szerveznie a készletek rekvirálását, a feladott, ellenség kezére kerülő területeken a gyapot megsemmisítését és a Mexikón keresztül való blokádtörő hajószállításokat. Néha előterjesztette Davis elé tábornoki előléptetéseit, máskor viszont nem. Davis ezek egy részét jóváhagyta, másokra viszont nem reagált. Hatásköre ilyetén túllépése elnézhető volt, hiszen speciális helyzetéből fakadóan szinte egy teljesen elvágott, külön országrészben kellett a törvényes hatalmat fenntartania. 1863 júliusában, kevesebb mint két héttel Vicksburg eleste után Davis saját maga mutatott rá, hogy mivel fog szembesülni. „Körzete új helyzetbe kerül és nehézségei számottevően megnövekednek ... Most már nem csupán katonai, de politikai gondok is tartoznak a hatáskörébe.” Kirby Smith a mississippintúli területek de facto teljhatalmú vezetője lett, még ha Davis sürgette is, hogy az állami kormányzókkal működjön együtt és gazdasági tanácsokat adott számára. Hamarosan a régiót Kirby Smithség néven kezdték emlegetni.
Kirby Smith nehéz helyzetéből fakadóan hamarosan igen népszerűtlen lett. A Konföderációs dollár az infláció miatt használhatatlan pénznemmé vált és ebből következően az adószedés ellehetetlenült. Ezen túlmenően a Mississippintúli körzetben egyetlen pénzjegynyomda sem volt. A Kongresszus az Impressment Act alapján engedélyezte a kormánynak, hogy az adót erőszakkal szedje be és a Tax-in-kind rendelkezés alapján természetben.  A politika gyakorlatba átültetését a lakosság nagyjából rablásként élte meg, különösen azután, hogy néhányan magukat adószedőnek kiadva hajtottak végre rablásokat, illetve korrupt tisztviselők gyakran több jószágot vittek el, mint amennyit a törvény előírt. A krónikus pénzhiány miatt Kirby Smith váltókat adott a tartozása fejében és később képtelen volt értük fizetni, ami tovább csökkentette az embereknek a kormányzatba vetett bizalmát. További problémákat okozott az unionistákkal való kereskedelem kérdése. A kormány ezt a lakosság számára betiltotta, ami óriási egzisztenciális gondokat okozott. Ugyanakkor az állam ellehetetlenülő helyzetet mentendő a kormányzat központilag engedélyezte a bürokrácia számára a limitált kereskedelmet. Kirby Smith ezt a lehetőséget is ki kellett használja országrésze összeomlását elkerülendő. A lakosság képmutatásként, törvénytelenségként és korrupcióként értékelte Kirby Smith kereskedelmi ügyleteit.

#### Az uniós támadások 1863 őszén
A helenai vereség után a szövetségi csapatok támadást indítottak Little Rock ellen. A város 1863. szeptember 10-én jelentős ellenállás nélkül elesett. A konföderációs erők délnyugat felé vonultak vissza. Kirby Smith közvetlenül nem vett részt ezekben a hadműveletekben, hanem főhadiszállásán dolgozott a csapatok megszervezésén és ellátásán, mellyel hatásosabban tudja védeni óriási körzetét.
1863 őszén Henry W. Halleck az uniós hadseregek vezénylő tábornoka közölte a Department of the Gulf (Öböl Adminisztrációs körzet) élén álló Nathaniel P. Banks vezérőrnaggyal, hogy Texasban kell műveleteket kezdeményeznie. A cél a Mexikóból jövő francia segítség és a Texasból keletre irányuló ellátmányáramlás megszakítsa. A Galveston alá küldeni szándékozott 5000 főt, 4 ágyúnaszádot és 18 szállítóhajót azonban szeptember 8-án a Sabine-folyó torkolatánál álló aprócska, 50 fős helyőrség váratlanul súlyosan megverte. Az alig öt lövegből olyan pontos tüzet zúdítottak az uniós flottára, hogy annak két naszádja elsüllyedt és saját létszámukhoz képest öt-hatszoros veszteséget okoztak neki. A Dél-Louisianában előrenyomuló 600 fős uniós különítményt szeptember 29-én a Stirling ültetvénynél érte ötszörös túlerejű támadás és legnagyobb részt fogságba esett.
1863 november 2-án azonban sokkal kedvezőtlenebbül alakult a mexikói határ mellett fekvő Brownsville ellen indított uniós vállalkozás. Brownsville azonnal elesett, a támadók jókora gyapotzsákmányt ejtettek és a Mexikóval való gyapotereskedelem útvonalát át kellett helyezni több száz kilométer távolságra.

#### A Red River hadjárat és a Camden-expedíció
Kirby Smith 1864. február 17-én Kongresszusi Köszönetet kapott a Richmond alatt teljesített szolgálatáért. 1864. február 19-én tábornaggyá léptették elő, ezzel a hét legmagasabb rangú konföderációs katona egyike lett. Március 16-án Kirby Smith Sterling Price-t bízta meg a District of Arkansas (Arkansas-i kerület) védelmével, mely kb. 7000 fő lovasság és 5000 fő gyalogság fölött diszponált. Richard Taylor vezérőrnagy 6000 katonája a District of Louisianát védte, John B. Magruder vezérőrnagy pedig a District of Texast.
1864 márciusában két szövetségi hadsereg indított támadást a mississippintúli konföderációs területek ellen. Nathaniel P. Banks vezérőrnagy kb. 36 000 fős Öbölhadserege New Orleansból és Vicksburgből indulva a Red Riveren hajózott felfelé 21 páncélozott csatahajó és 100 szállítóhajó segítségével. Frederick Steele vezérőrnagy 10 000 katonájával Little Rockból indult a támogatására, hogy egyesült erővel elfoglalják Shreveportot, majd később Tyler és Marshall ipari és fegyvergyártási központjait és fogolytáborait. A teljes cél Texas elfoglalása, jelentős mennyiségű gyapot megszerzése, a II. Mexikói Császárság fenyegetése és az 1864-es elnökválasztás nagy katonai sikerrel való befolyásolása lett volna. Kirby Smith több gyaloghadosztályt kivont Arkansasból csak kisebb egységekkel lassítva Steele-t. Eredeti terve szerint az összpontosítás után először Taylor megütközik Banksszel és utána északra fordulnak Steele ellen. Price március 24-én ért Shreveportba, de Kirby Smith visszatartotta a hadosztályt. Új értesülése szerint Banks akkora túlerőben volt, hogy Smith vonakodott vele szembeszállni. Taylor vehemensen ellenezte a döntést, de Kirby Smith taktikát változtatott.
Összevont erői még mindig kisebbek voltak Banksénél, viszont felülmúlták Steele-ét, így ez utóbbi hadseregére akart először vereséget mérni, visszaüldözni Little Rockig és csak utána megküzdeni Banksszel. A louisianai illetőségű Taylor megtagadta az engedelmességet. Kirby Smith kénytelen lett az összevont csapatokkal együtt táborába indulni, hogy személyesen kényszerítse engedelmességre. Mielőtt még megérkezhetett volna, Taylor a kapott utasításaival szöges ellentétben harcba bocsátkozott a hadserege megosztása ellenére még mindig jelentős túlerőben levő uniós csapatokkal és 1864. április 8-án a Mansfieldi ütközetben legyőzte Bankst. Másnap Churchill csapatai álltak az élre és Pleasant Hill-i ütközetben megkísérelték a visszavonuló uniós erők megsemmisítését, de a védelem visszaverte rohamaikat. A harc elültével Banks április 10-én folytatta a visszavonulást, Kirby Smith pedig megjelent a nem engedelmeskedő Taylor csapatainál és azok kb. felét, a John G. Walker vezérőrnagy vezette Walker's Greyhounds hadosztályt és két másik arkansas-i hadosztályt északra irányított Steele erői ellen. Taylor erősen ellenezte a döntést és a kialakuló vita végképp megrontotta az addig is rossz viszonyt kettőjük közt. Kirby Smith elképzelése az volt, hogy Steele megsemmisítése után a hadosztályok visszatérhetnek a hosszúnak kinéző uniós visszavonulás megzavarására. Miután Porter hajói az apadó folyón csapdába estek és Banks láthatóan rájuk várt, ez a terv megvalósíthatónak nézett ki.
Steele a déliek gerillaharca miatt egyre kevesebb utánpótlást kapó hadoszlopa Camdenig jutott az előrenyomulásban, ezért a Red River hadjárat északi támogató művelete a Camden-expedíció nevet kapta. A mansfieldi ütközet után a déli ellenállás egyre erősödött. A Poison Spring-i kisebb és a Marks' Mills-i jelentős vereség után után Steele április 26-án éjjel elrendelte a visszavonulást a laza ostrom alá került Camdenből. Három nap múlva Jenkin's Ferry-nél elérte a Saline folyót és pontonhidat kezdett verni rajta. A lovasság átkelése után a beérkező konföderációs erők részenként támadást indítottak Kirby Smith és Sterling Price vezetésével. A koordinálatlan rohamok nem voltak képesek megtörni az ellenállást, így a szövetségi csapatok április 30-án átkeltek a folyón, felégették a pontont és három nap múlva visszaértek Little Rockba, ahol az erődítményekben biztonságba kerültek. Május 12-én viszont a gátakkal felduzzasztott Red River vízlépcsőjén a csapdába esett naszádokat kiszabadították. Így az Öbölhadsereg visszavonulását csak Taylor apró hadereje zaklatta, s New Orleansba való visszatérését nem tudta megakadályozni.

#### A Price-portya
A keleti és nyugati hadszíntér nehézségei miatt a Mississippintúli Adminisztratív Körzet parancsot kapott, hogy csapatokkal segítse ezek harcát. Richard Taylor hadseregét a kapott parancsok szerint a nyugati hadszíntérre kellett volna átirányítani, hogy részt vehessen Mobile és Atlanta védelmében. 1864. május 19-én Kirby Smith elrendelte, hogy Price készítsen elő egy északi irányú hadműveletet és J. O. Shelby dandártábornok Vasdandárját Arkansas északkeleti részébe küldte, Little Rock mögé, megzavarva az ellenség kommunikációs vonalát, készleteket és önkénteseket gyűjtve és ezzel vonja magára az uniós figyelmet. Északkelet-Arkansas ezzel lényegében déli kézre került. Price futárokat küldött Missouriba, a gerillaharcot minden tavasszal felújító vezetőkkel való kapcsolatfelvétel céljával. A teljes hosszában az Unió által ellenőrzött Mississippi folyamon keresztül azonban lehetetlen volt csapatokkal átkelni, így azokat a nyugati oldalon kellett felhasználni. Mindössze Taylor evezett át a keleti oldalra, mert Kirby Smith-szel való konfliktusa miatt áthelyezték a nyugati hadszíntérre.
Sterling Price július elején azt javasolta, hogy az 1864-es választás előestéjére időzítve koncentrálják a Mississippintúli körzet minden rendelkezésre álló erejét és a szövetségi erőket lekötő dühöngő gerillaháborút kihasználva foglalják vissza Missouri állam legfontosabb részeit, mindenekelőtt St. Louis városát. St. Louis százhatvanezres lakosságával a vadnyugat metropolisa volt, az államba vezető keleti vasútvonal belépési pontja és a négyfelé ágazó missouri vasutak csomópontja volt. A művelet vezetője Price lett, aki magával vitte Reynolds kormányzót, hogy az állami főváros Jefferson Cityben beiktatva megnyerje magának a lakosság támogatását. Price augusztus 4-én kapta meg Kirby Smith jóváhagyását, hogy szervezze meg a Missouriba vezetendő műveletet, mely elfoglalja St. Louist és Jefferson City-t. Amennyiben az uniós túlerő megakadályozná maradásukat, Price a terv szerint a Missouri-völgyén és Kansasen keresztül kellett visszavonuljon, lovakat, marhákat és készleteket zsákmányolva és önkénteseket gyűjtve. Price és kb. 12 000 fős lovassága, tizennégy löveggel augusztus 28-án indult el Camdenből. A lovasságnak azonban csak kétharmada volt katonailag felszerelve, a maradék valószínűleg hatlövetű revolverrel harcoló gerilla lehetett. A rendelkezésére bocsátott gyalogságot azonban a nyugati hadszíntérre vezényelték, így a művelet célja invázióból portyává változott.
Price erői szeptember 20-án törtek be Missouriba és majdnem azonnal a gerillatevékenység miatt járőröző uniós lovasságba botlottak, mely által lelepleződött jelenlétük. Price teljesen szem elől tévesztette, hogy villámgyorsan St. Louis ellen kellene vonulnia. 300 szekérből álló karavánjával olyan kényelmes tempóban haladt, hogy az még egy gyalogosan hadseregtől is lassú haladásnak számított volna. Szeptember 24-én Fredericktownba érve Price értesült, hogy a Department of Missouri parancsnoka, William S. Rosecrans erősítéseket von össze St. Louisban és a fontosabb városokban. Ekkor művelet fő célját, St. Louis elfoglalásának tervét feladva ostrom alá fogta Pilot Knobot, ahol Thomas Ewing vezetésével 1200 fős uniós helyőrség védekezett. Price vélhetően meg akarta büntetni a gerillákat rejtegető, déli érzelmű települések deportálásáért. Az éjszaka folyamán az ostrom alá fogott Davidson-erődből elmenekülő védők felrobbantották a lőporkészletet és a muníciót. Ewingot és visszavonuló erőit további két napon át üldözték és az elvesztegetett idő és lőszer miatt október 8-án Jefferson City bevételét sem kísérelték meg. Price nyugat felé kanyarodott egyre növekedő karavánjával és Kansas állam határán döntő vereséget szenvedett a kansasi milíciától és a hozzájuk csatlakozó szövetségi lovasságtól. A konföderációs hadsereg teljesen leharcolódott romjai decemberre vergődtek vissza Arkansas déli felébe és december 28-ig tartott, mire Price jelentést tett.

### 1865, az összeomlás
A Mississippintúli hadszíntér ezután már csak gerillaharcokat látott. 1865-re némely katonákat már két éve nem fizettek és a rossz hírek hatására nőtt a dezertálás. A morált növelendő Kirby Smith bejelentette, hogy az egységek 10%-a szabadságra hazautazhat. Ez a gyakorlatban azonban azt jelentette, hogy néhányaknak akár két évig is várni kellett a szabadságra, így a rendelkezésnek semmilyen hatása nem lett, sőt egy texasi dandárban tömeges dezertálással válaszoltak rá. Kirby Smith válaszul az elfogott dezertőröket elkezdte kivégeztetni. Egy katona beszámolója szerint hetente 5-6 ember is erre a sorsra került. A katasztrofális helyzet ellenére, összhangban Jefferson Davis utasításaival Kirby Smith még Lee és Johnston áprilisi fegyverletétele után is tovább akart küzdeni. Mikor a katonák elkezdték feloszlatni ezredeiket és hazamentek, Kirby Smith belátta, hogy katonák nélkül fog maradni és 1865. május 26-án tárgyalni kezdett a fegyverletételi feltételekről.
A Mississippintúli körzet volt az utolsó konföderációs országrész, mely technikailag még hadban állt ekkor. A megadást június 2-án írta alá Galvestonban. A szövetségi oldalon nagy nyugtalanság vett erőt annak láttán, hogy a déli katonák fegyvereiket magukkal víve hazaszélednek. Gerillaháború kibontakozásától tartottak, melyért Kirby Smitht tartották felelősnek, ezért kénytelen volt Mexikóba és azt követően Kubába menekülni a hazaárulás feltételezett vádja elől. 1865 augusztusában Beauregard tábornagy New Orleans környéki otthonában a szövetségi csapatok házkutatást tartottak, mert értesülésük szerint ott rejtőzködött Kirby Smith. A ház összes lakosát éjszakára a gyapotfeldolgozó épületébe zárták és Beauregard panaszt tett Philip Sheridan előtt a zaklatás miatt. Felesége, Cassie Washingtonba utazott férjének hazatérését kieszközlendő. Kirby Smith 1865. november 14-én Lynchburgben tette le hűségesküjét, mely ellenében kegyelemben részesült.

## Háború utáni élete és családja
1861 szeptemberi házassága után Kirby Smithnek és Cassienek egymás után születtek gyermekei. Cassie 1862. október 10-én azt kérdezte Lynchburgből írt levelében, hogy mi legyen első gyermekük neve. Cassie azt javasolta, hogy válasszanak valami szokatlant, mivel különleges babának tartja. Ennek ellenére végül a Caroline név mellett döntöttek. 1863 februárjában Cassie férjével tartott Shreveportba, ahonnan 1864 tavaszán a közelgő uniós csapatok miatt a texasi Hempsteadbe költözött. Összesen öt fiuk és hat lányuk született: Caroline (1862–1941), Frances (1864–1930), Edmund (1866–1938), Lydia (1868–1962), Nina (1870–1965), Elizabeth (1872–1937), Reynold (1874–1962), William (1876–1967), Josephine (1878–1961), Joseph Lee (1882–1939), és Ephraim (1884–1938).
Kirby Smith nagyon közel állt nővéréhez, Frances (Smith) Websterhez, és ha csak tehette meglátogatta őt a háború előtt. 1854-ben, mikor Webster ezredes Texasban sárgalázban meghalt, Edmund többhónapos eltávozást kért, hogy testvérét hazakísérhesse New Yorkba. Frances hűséges maradt az Unióhoz és a háború után is fenntartotta a jó viszonyt öccsével és a család többi tagjával. Pénzügyileg segítette Alexander H. Darnes tanulmányait a négerek által látogatott Lincoln University-n. Darnes 1880-ban egy másik négerek számára létesített oktatási intézményben, a washingtoni Howard University-n kapta meg orvosi diplomáját.
Edmund unokaöccse, Ephraim bátyjának egyik fia, az 1836-ban született Joseph Lee Kirby Smith szintén katonai pályára lépett. Edmund amikor csak tehette, szerét ejtette, hogy New York állambeli otthonukat meglátogassa. Az ifjú Joseph Lee a háború előestéjén levélben kérte nagybátyja tanácsát. Edmund tudta, hogy anyja északi meggyőződésű nő és családja szintén északi. Joseph Lee-t semmi sem fűzte a Délhez. Edmund válaszában azt tanácsolta, hogy Joseph Lee döntését hozza meg maga, de azt tanácsolja, hogy maradjon meg az Egyesült Államok hadseregének szolgálatában, melynek topográfiai mérnöke volt főhadnagyi rangban. Joseph Lee csapatszolgálatra való áthelyezést kért, így áthelyezték Nathaniel P. Banks törzsébe a Shenandoah-völgybe, majd a 43., vagy 53. ohiói önkéntes gyalogezred parancsnoka lett. Edmund és Joseph Lee a háború ellenére és is szívélyes kapcsolatban maradtak – a front túloldalán. Joseph Lee harcolt a New Madridi ütközetben, a 10-es számú szigetért vívott ütközetben, részt vett a Fort Pillowhoz indított expedíción, Corinth ostrománál, a Iukai ütközetben. Az 1862. október 4-i második Corinthi ütközetben szerzett sebesülésébe október 12-én belehalt.

### Civil karrierje: visszatérés az oktatásba

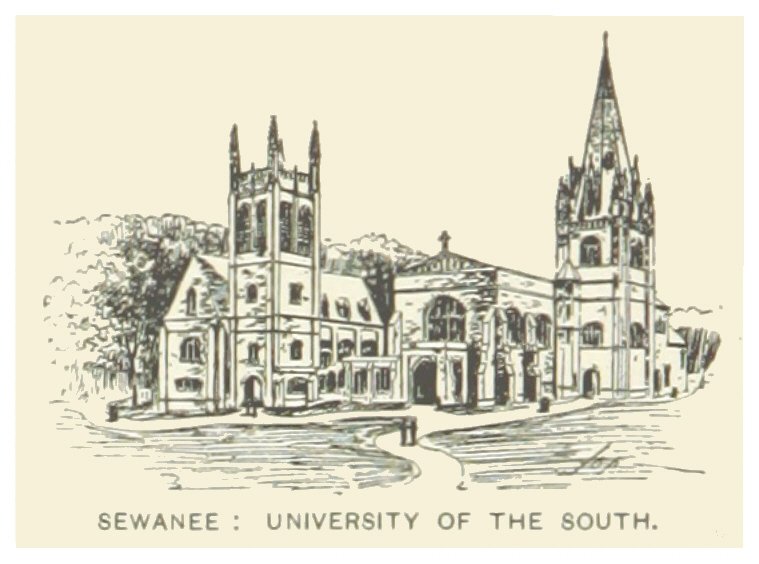
A British Libraryben őrzött kép a University of the South sewanee-i épületéről egy 1904-ben íródott könyvből.

A háborút követően Kirby Smith 1866-tól 1868-ig az Atlantic and Pacific Telegraph Company cég elnöke lett Louisville-ben. Ezután a kentuckybeli New Castle-ban katonai magániskolát nyitott, ahol egyetemi felkészítőt tartott. Az iskola 1870-ben leégett és Kirby Smith nem tudta az újraépítéshez az eszközöket biztosítani. Ekkor a szintén kentucky lakos Bushrod Johnson volt konföderációs vezérőrnaggyal közösen a University of Nashville társelnökei lettek. Az 1873-as nashville-i kolerajárvány idején rektoruk halálakor a kisebb egyházi szolgálatokat ellátó Kirby Smith mondott búcsúztatót.
1875-ben Kirby Smith lemondott és a University of the South matematika és botanikaprofesszora lett a tennessee-beli Sewanee-ban, ahová az egész család követte. Reynold, William, Joseph, és Ephraim aktív sportéletet éltek és a Sewanee Tigers főiskolai amerikaifutball-csapatában játszottak. A két legfiatalabb, Joseph Lee és Ephraim híres játékosok lettek a főiskolai All-Southern Teamben (Össz-déli csapat). Joseph az 1899-es, veretlen Sewanee Tigers csapatnak is tagja volt, melyet Iron Menként (Vasemberek) becéztek. Ephraimot beválasztották a Sewanee örökválogatottjába. Joseph Lee később bőrgyógyász lett és a New York University-n tanított. 1901-ben a floridai Jacksonville-be költözött, mely kb. 30 km-re volt a st. augustine-i otthontól.

### Megbékélés és kitaszítottság
Kirby Smith nem tartott kapcsolatot egykori harcostársaival és a déli veterántársaságok életében sem vett részt gyakran. Részt vett viszont west pointi osztályának philadelphiai találkozóján, ahol mindkét oldal katonatisztjei saját egyenruhájukban jelentek meg, de harag és gyűlölet nélkül adóztak tisztelettel az ország újraegyesülése fölötti örömükben. Az 1880-as években a háború története foglalkoztatni kezdte a sajtót, Kirby Smith pedig több felkérést kapott, hogy írja meg visszaemlékezését, melyeket ő udvariasan elhárított. Mikor 1886-ban az iowai Sioux City-ben a Northwestern Literary and Historical Society tagjává választották, azt írta: „A társaság irányomban kifejezett megbecsülését igen nagyra értékelem, és annak egyik fő bizonyítékát vélem felfedezni benne, hogy az országrészek közti ellentét gyorsan elmúlóban van.” Ez és más megbékélést segítő nyilatkozatai miatt lényegében kiesett a Dél veszett ügyének prókátorai, mint például Jubal Anderson Early és a Southern Historical Society Association mozgalom kegyéből és nem nyert méltatást. 1887-ben a Century magazin szerkesztőjének azt írta: „A háborúban mindenemet elvesztve, önmegtartóztatás által, mégis boldogan nevelgettem nagy családomat szerény fizetésemből. Isten oly módon adott segedelmet, melyet hűtlenségem esetén biztosan nem adott volna.” Kirby Smith ezzel arra a vádra utalt, mely szerint a Mississippintúli adminisztratív körzet pénzéből jókora összeget sikkasztott.

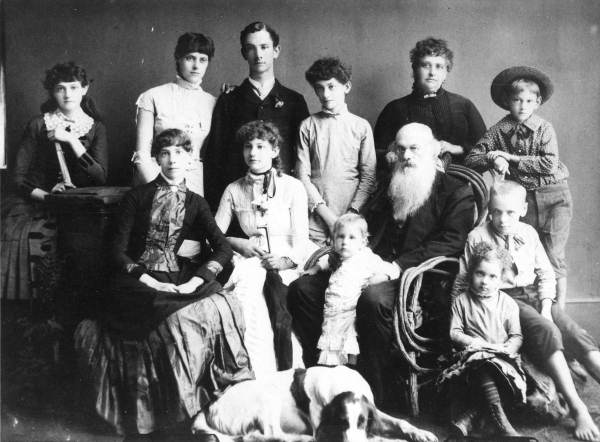
Edmund Kirby Smith öregkorában, családja körében.

Kirby Smith csendes, közügyektől visszavonult életet folytatott. Növendékei szerették, növénygyűjteményének részeit pedig a University of North Carolina, a Harvard Egyetem, és a Smithsonian Intézet számára adományozta. Folyamatos levelezésben állt az ország más részein dolgozó botanikus kollégáival. Egészen haláláig a University of the South egyetemén tanított. 1891 szilveszterén háza leégett és a sok részvétét kifejező levél után egy akkora éves járandóságról szóló ajánlatot kapott volna egy lottótársaságtól, mely anyagi gondjainak végét jelentette volna. Kirby Smith nem engedélyezte nevének felhasználását. 1893. márciusának elején részt vett a konföderációs veteránok new orleansi gyűlésén, majd a február 20-án elhunyt Beauregard temetésén is megjelent, akinek eltávoztával ő lett a Konföderáció utolsó tábornagya. Megfázott és unokatestvére new orleansi házában lábadozott. Március 15-én elég erősnek érezte magát, hogy hazainduljon Sewaneeba, de útközben még súlyosabban átfázott és megérezte, hogy eljött az ő ideje. Orvosai gyulladást találtak a jobb tüdejében és ereje fokozatosan hanyatlott. Öntudatlan delíriumában „az ütegek előrevitelét” parancsolta meg. Mielőtt március 23-án végleg elvesztette volna öntudatát, a 23. zsoltárt idézte. Délután 3 órakor halt meg tüdőgyulladásban. Az utolsó tábornagy mindössze egy hónappal élte túl Beauregard-t. Március 31-én, Nagypénteken ravatalozták fel az egyetem kápolnájában és a búcsúztatóját Tennessee püspöke tartotta. Sírja Sewanee-ban az Egyetemi Temetőben áll.

## Emlékezete

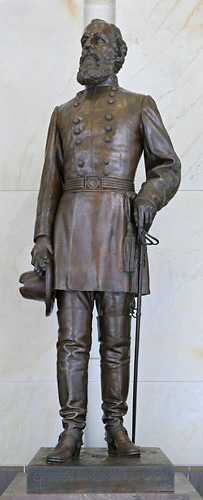
Kirby Smith szobra a Nemzeti Szoborcsarnokban.

1922-től szobra a National Statuary Hallban (Nemzeti Szoborcsarnok) állt, mint Florida államának egyik képviselője. 2015-ben a Charlestoni vérengzést követő anti-konföderációs tisztogatás idején, floridai képviselők kezdeményezték Kirby Smith szobrának eltávolítását és más reprezentánssal való helyettesítését. A kezdeményezés nem vezetett eredményre, szobra ma is a szoborcsarnokban áll.
A st. augustine-i szülőházát a St. Augustine Historical Society emlékhelynek rendezte be. 2004. november 8-án az udvaron Edmund Kirby Smith és Alexander H. Darnes szoboregyüttesét leplezték le. A kompozíció címe: St. Augustine fiai, és a két férfit öregkorukban találkozva ábrázolja.
A baton rouge-i Louisiana State University fiúkollégiumát Edmund Kirby Smithről nevezték el. A 13 emeletes épület a campus legnagyobb építménye. Az 1865-ben átadott épületet az 1864-es Red River hadjáratban elért győzelem emlékére nevezték el róla.

## További irodalom
- Forsyth, Michael J.. The Camden Expedition of 1864 and the Opportunity Lost by the Confederacy to Change the Civil War (angol nyelven). Jefferson, NC: McFarland & Co. (2003). ISBN 978-0-7864-1554-0
- Parks, Joseph Howard. General Edmund Kirby Smith, CSA (angol nyelven). Baton Rouge: Louisiana State University Press (1954). ISBN 978-0-8071-1800-9
- Pollard, Edward Alfred. Lee and His Lieutenants: Comprising the Early Life, Public Services, and Campaigns of General Robert E. Lee and His Companions in Arms, with a Record of Their Campaigns and Heroic Deeds (angol nyelven). New York: E.B. Treat & Co (1867)
- Prushankin, Jeffery S.. A Crisis in Confederate Command: Edmund Kirby Smith, Richard Taylor and the Army of the Trans-Mississippi (angol nyelven). Baton Rouge: Louisiana State University Press (2005). ISBN 978-0-8071-3088-9
- Kirby Smith, Ephraim.szerk.: R. M. Johnston: To Mexico with Scott: Letters of Captain E. Kirby Smith to His Wife (angol nyelven) (2006)
- Warner, Ezra J.. Generals in Gray: Lives of the Confederate Commanders (angol nyelven). Baton Rouge: Louisiana State University Press (1959). ISBN 978-0-8071-0823-9

## Fordítás
- Ez a szócikk részben vagy egészben  az   Edmund Kirby Smith című angol Wikipédia-szócikk ezen változatának fordításán alapul.  Az eredeti cikk szerkesztőit annak laptörténete sorolja fel. Ez a jelzés csupán a megfogalmazás eredetét és a szerzői jogokat jelzi, nem szolgál a cikkben szereplő információk forrásmegjelöléseként.